# مینامی (بازیگر)
می‌نامی (انگلیسی: Minami؛ زادهٔ ۲۲ سپتامبر ۱۹۸۵) بازیگر اهل ژاپن است. وی از سال ۲۰۰۰ میلادی تاکنون مشغول فعالیت بوده‌است.
از فیلم‌ها یا برنامه‌های تلویزیونی که وی در آن نقش داشته‌است می‌توان به میناماتا اشاره کرد.